# Alexander Eschenbach
Alexander Alfred Eschenbach (* 28. März 1904 in Lawek, Kreis Pleß; † 18. August 1993 in Stuttgart-Vaihingen) war ein deutscher Politiker (GB/BHE).

## Leben
Eschenbach beantragte am 9. November 1939 die Aufnahme in die NSDAP und wurde zum 1. Januar 1940 aufgenommen (Mitgliedsnummer 7.941.239). Er siedelte nach dem Zweiten Weltkrieg als Heimatvertriebener nach Westdeutschland über und war beruflich als Kaufmann in Heilbronn und Stuttgart tätig. Daneben war er Vorsitzender des Bundesfachverbandes des Großhandels für Kellerei- und Brauereiartikel.
Bei der ersten Bundestagswahl 1949 kandidierte Eschenbach erfolglos im Bundestagswahlkreis Heilbronn für die Notgemeinschaft der Vertriebenen. Er zählte 1950 zu den Unterzeichnern der Charta der deutschen Heimatvertriebenen und trat kurz darauf in den BHE ein. Dem Baden-Württembergischen Landtag gehörte er vom 9. April 1954, als er für den ausgeschiedenen Abgeordneten Karl Mocker nachrückte, bis zum Ende der Legislaturperiode 1956 an. Der Landtag wählte ihn zum Mitglied der zweiten Bundesversammlung, die 1954 Theodor Heuss als Bundespräsident wiederwählte.
Eschenbach war seit dem 16. September 1966 mit Annemarie Erika Ruth geb. Strauß verheiratet. Die Eheschließung fand in Stuttgart statt. Alexander Eschenbach starb am 18. August 1993 um 23:00 Uhr in seiner Wohnung in der Freibadstraße 77 in Stuttgart im Stadtteil Vaihingen im Alter von 89 Jahren. Er war evangelischer Konfession.